# Гидрогеологическое районирование
Гидрогеологическое районирование — деление территории на районы, отличающиеся условиями формирования (питания, накопления, разгрузки), залегания, распространения или характером использования подземных вод. Различают общее и специальное гидрогеологическое районирование. Основная единица общего гидрогеологического районирования — гидрогеологическая структура: артезианский бассейн, гидрогеологический массив и другие. Системы артезианских бассейнов и гидрогеологических массивов, связанных общностью формирования и распространения подземных вод, объединяются и гидрогеологические области платформ (например, Туранская) и складчатых сооружений (Тянь-Шань—Жонгаро—Памирская). В их пределах выделяют гидрогеологические районы разных порядков, более мелкие единицы которых устанавливают в зависимости от использования подземных вод, величины гидрогеологических параметров и тому подобного. (специальное гидрогеологическое районирование). Например, для рудных районов основные элементы гидрогеологического районирования — обводнённость месторождения, геологическое строение и водоустойчивость пород.